# Обществена поръчка
Обществената поръчка (също наричана публичен търг) е административна процедура за възлагане на поръчка за доставки, извършване на услуги или строителни работи, които се осъществяват от органи, организации и лица в рамките на публичния сектор.

## Тръжна процедура в България
В България тези процедури са регламентирани със Закона за обществените поръчки от 15.05.2016 г., който определя принципите, условията и реда за възлагане на обществени поръчки с цел осигуряване на ефективност при разходването на бюджетните и извънбюджетните средства, както и на средствата, свързани с извършването на определени в закона дейности с обществено значение.

### Обявяване на процедура
Обществените поръчки се възлагат в съответствие с принципите на Договора за функционирането на Европейския съюз (ДФЕС) и по-специално тези за свободно движение на стоки, свобода на установяване и свобода на предоставяне на услуги и взаимно признаване, както и с произтичащите от тях принципи на:
1. равнопоставеност и недопускане на дискриминация;
2. свободна конкуренция;
3. пропорционалност;
4. публичност и прозрачност.

### Участие
Кандидат или участник в процедура за обществена поръчка може да бъде всяко българско или чуждестранно физическо или юридическо лице, както и техни обединения.

### Изпълнение
Изпълнител на обществена поръчка е участник в процедура за възлагане на обществена поръчка, с когото възложителят е сключил договор за обществена поръчка.

### Възложители
Възложители на обществени поръчки са:
1. органите на държавна власт, Президентът на Република България, Българската народна банка, както и други държавни институции, създадени с нормативен акт;
2. дипломатическите и консулските представителства на Република България в чужбина, както и постоянните представителства на Република България към международните организации;
3. публичноправните организации;
4. обединенията от субекти по т. 1 или 3;
5. публичните предприятия и техни обединения, когато извършват една или няколко от дейностите с:

- природен газ, топлинна или електрическа енергия
- питейна вода
- транспортни услуги, за предоставянето или експлоатацията на мрежи за обществени услуги в областта на железопътния, трамвайния, тролейбусния или автобусния транспорт, както и на автоматизирани транспортни системи или въжени линии
- универсална пощенска услуга
- експлоатацията на дадена географска област

### Видове договори
Най-общо обществените поръчки се делят на три вида:
- Строителство
- Доставки
- Услуги

### Процедури
Процедурите по този закон са:
1. открита процедура;
2. ограничена процедура;
3. състезателна процедура с договаряне;
4. договаряне с предварителна покана за участие;
5. договаряне с публикуване на обявление за поръчка;
6. състезателен диалог;
7. партньорство за иновации;
8. договаряне без предварително обявление;
9. договаряне без предварителна покана за участие;
10. договаряне без публикуване на обявление за поръчка;
11. конкурс за проект;
12. публично състезание;
13. пряко договаряне.

### Цели на офертите
Възложителят определя изпълнителя на обществената поръчка въз основа на оценка на офертите по един от следните критерии, посочен в обявлението:
1. най-ниска цена;
2. икономически най-изгодна оферта.

### Публикуване
Публикуване в „Официален вестник“ на Европейския съюз
В „Официален вестник“ на Европейския съюз (ЕС) се публикува информация, свързана с възлагането и изпълнението на поръчки на стойност по чл. 20, ал. 1, както следва:
1. обявленията по чл. 23, ал. 1, включително когато те се използват за оповестяване откриването на процедура;
2. обявленията за обществени поръчки;
3. обявленията за изменение или допълнителна информация, когато е приложимо;
4. обявленията за възлагане на поръчки;
5. обявленията при конкурс за проект;
6. обявленията за изменение на договори за обществени поръчки и рамкови споразумения;
7. обявленията за доброволна прозрачност, когато е приложимо. мб-ЦД 502-01-69.RTF 29